# 蔣漣
蔣漣（1675年—1758年），字檀人，號錦風，又號省菴。江南省蘇州府常熟縣（今屬蘇州市）人，清朝翰林、政治人物、詩人。

## 經歷
康熙四十四年（1705年）乙酉科鄉試舉人。
康熙四十八年（1709年）己丑科二甲第三十六名進士出身。選翰林院庶吉士。
五十一年（1712年）：四月，翰林院散館，授編修。充《康熙字典》纂修官。
- 當時清軍征策妄阿拉布坦，蔣漣捐駱駝佐軍，有詔書褒獎。

五十四年（1715年）：以翰林院編修充乙未科會試同考官。升右春坊右中允。充《御纂周易折中》、《御纂性理精義》繕寫。
五十九年（1720年）：右春坊右中允。十一月一日以右中允差任提督河南學政。
雍正三年（1725年）：以右中允充任日講起居注官。
四年（1726年）：右春坊右中允。升翰林院侍講，仍充日講起居注官。
- 奏請將文廟大成殿所用瓦更換為黃瓦。
- 奏請倣《朱子綱目義例》纂修《明史綱目》。

五年（1727年）：翰林院侍講，充《欽定詩經傳說匯纂》南書房校對。
八年（1730年）：翰林院侍講，充《欽定書經傳說匯纂》南書房校對。
十一年（1733年）：升太常寺卿。
十三年（1735年）：太常寺卿。十二月四日遷太僕寺卿。
- 奏請添設牧場二十四處，確保馬駒繁盛。

乾隆六年（1741年）三月十八日休致。

## 著作
- 《漱芳集》二卷
- 《使豫草》一卷
- 《鴻泥集》一卷
- 《中州視學記》
- 《唐賢璈奏》
- 《省庵奏疏》
- 〈聖祖仁皇帝御製文集進表〉
- 編《藝林類編》
- 編《唐詩纂要》
- 編《文苑英華類雋》
- 編《文苑英華賦鈔》
- 編《唐宋賦選要》

## 家庭及關聯
- 先祖：蔣秀亢
- 曾祖：蔣棻
- 祖父：蔣伊
- 父：蔣陳錫
- 叔：蔣廷錫
- 姑：蔣季錫
- 弟：蔣泂、蔣澍、蔣浩、蔣淳
- 堂弟：蔣溥、蔣洲